# 司马纮
司马纮（？—342年），字伟德，河内郡温县（今河南省焦作市温县）人，彭城穆王司马权曾孙，彭城康王司马释之子。
司马纮初封堂邑县公，建兴末年（318年），琅邪王司马睿承制，以司马纮袭封高密王司马据的王位，到晋元帝继位，就拜司马纮为散骑侍郎，并迁翊军校尉、前将军。后因为司马纮的长兄彭城王司马雄被诛，司马纮入继本宗，并拜国子祭酒，还加散骑常侍。司马纮有风疾，因此性理不恆。後在咸康八年（342年）八月去世，其子司馬玄繼任彭城王。

## 家庭

### 兄弟
- 司马雄，东晋彭城王
- 司马钦，东晋散骑常侍、河间武王

### 夫人
- 李氏[1]

### 兒子
- 司马玄，继承彭城王爵位
- 司馬俊，字道度，繼承高密王爵位，官至散騎常侍[2]。

## 延伸阅读
[在维基数据编辑]
 《晉書·卷037》，出自房玄齡《晉書》

| 前任： 司馬據       | 晉朝高密王 317年—329年 | 繼任： 子司馬俊 |
| 前任： 從兄弟司馬雄 | 晉朝彭城王 329年—342年 | 繼任： 子司馬玄 |